# Чутливість (фізіологія)
Чутли́вість — одна із основних функцій нервової системи, яка полягає у здатності організму сприймати рецепторами й усвідомлювати подразнення від навколишнього середовища та внутрішніх органів. Тобто, поняття чутливість є складовою частиною більш широкого поняття рецепція, до якого крім усвідомленої інформації входить також інформація від автономної нервової системи.
За кожен вид чутливості відповідає окремий аналізатор, який складається з рецепторів, провідних шляхів та відповідної зони кори головного мозку.
Аналізатори поділяються на дві групи:
Зовнішні (екстероцептивні):
- Зоровий аналізатор
- Слуховий аналізатор
- Нюховий аналізатор
- Смаковий аналізатор
- Тактильний аналізатор

Внутрішні (інтероцептивні):
- Руховий аналізатор

## Класифікація чутливості
Чутливість поділяють на загальну (просту) та складну.
Загальна чутливість, залежно від місця розташування рецепторів поділяється на:
- поверхневу (екстероцептивна) — шкіра, слизові

больова чутливість
температурна (теплова, холодова) чутливість
тактильна чутливість
- глибоку (пропріоцептивна) — м'язи, зв'язки, суглоби

м'язово-суглобове відчуття
відчуття тиску і ваги
вібраційна чутливість
кінестетичне відчуття — визначення напрямку руху шкірної складки
- внутрішню (інтероцептивна) — внутрішні органи

До складних видів чутливості належать:
- стереогноз — здатність пізнавати предмети шляхом обмацування
- двомірно-просторове відчуття — здатність із заплющеними очима розпізнати фігуру (буква, цифра), що накреслюється на шкірі
- відчуття дискримінації — здатність сприймати відокремлено два подразника, що наносяться одночасно

## Види порушень чутливості
Розрізняють кількісні та якісні порушення чутливості.
До кількісних належать:
- Анестезія
- Гіпестезія
- Гіперстезія
- Дисоціація

До якісних належать:
- Гіперпатія
- Дизестезія
- Поліестезія
- Синестезія
- Алохейрія
- Парестезія

## Чутливість в біології
Деякі біологічні види здатні відчувати подразники, до яких людський організм нечутливий:
- Магніторецепція (деякі акули)
- Електрорепція (деякі види риб та земноводних)
- Ехолокація (дельфіни, кажани)